# مزده (نطنز)
مزده (نطنز)، روستایی از توابع بخش مرکزی شهرستان نطنز در استان اصفهان ایران است.
این روستا بعنوان یکی از قدیمی ترین روستاهای منطقه بوده که در زمان قدیم پایگاه زرتشتیان و پیروان آیین مهر بوده است.
نام این روستا برگرفته از نام اهورا مزدا می باشد.
وجود گورستان قدیمی این روستا دلیلی بر قدمت این مکان میباشد.
در ماه های اخیر و از اواسط سال 1397 جمعی از اهالی و وابستگان روستای مزده تصمیم به زیبا سازی روستا گرفتند همچنین کارهای زیربنایی و ساختاری متعددی را آغاز کردند از جمله احیاء قنات روستا ؛ برق و روشنایی جاده ؛ مسیر کمربندی سبز ؛ زمین بازی و بسیاری برنامه های مفید دیگر.
این روستا توسط افرادی که پدران آنها ساکنین روستا بوده اند به زودی تبدیل به یک نمونه شاخص و مثال زدنی در سطح کشور خواهد شد.
نکته جالب و جذاب این قریه این است که: با وجود  موقعیت جغرافیایی و اکوسیستمِ کویری و کوهستانی و ب شدت گرم کل استان اصفهان، این روستا از آب و هوای خنک و سرسبزی بهره میبرد که در جای خودش دیدنی و ستودنیست.

## جمعیت
این روستا در دهستان طرق رود قرار دارد و براساس سرشماری مرکز آمار ایران در سال ۱۳۸۵، جمعیت آن ۲۰۳ نفر (۷۱خانوار) بوده‌است.